# Pierluigi Gollini
Pierluigi Gollini (ur. 18 marca 1995 w Bolonii) – włoski piłkarz, występujący na pozycji bramkarza, jednokrotny reprezentant Włoch. Wychowanek Manchesteru United, w trakcie swojej kariery grał także w takich zespołach jak Hellas Verona, Aston Villa czy Tottenham Hotspur.

## Statystyki kariery
Stan na 12 stycznia 2022
| Klub                     | Sezon              | Liga               | Liga  | Liga   | Puchar Kraj. | Puchar Kraj. | Puchar Ligi | Puchar Ligi | Kontynent | Kontynent | Ogólnie | Ogólnie |
| Klub                     | Sezon              | Rozgrywki          | Mecze | Bramki | Mecze        | Bramki       | Mecze       | Bramki      | Mecze     | Bramki    | Mecze   | Bramki  |
| ------------------------ | ------------------ | ------------------ | ----- | ------ | ------------ | ------------ | ----------- | ----------- | --------- | --------- | ------- | ------- |
| Hellas Verona            | 2014/2015          | Serie A            | 3     | 0      | 0            | 0            | —           | —           | —         | —         | 3       | 0       |
| Hellas Verona            | 2015/2016          | Serie A            | 26    | 0      | 1            | 0            | —           | —           | —         | —         | 27      | 0       |
| Hellas Verona            | Ogólnie            | Ogólnie            | 29    | 0      | 1            | 0            | 0           | 0           | 0         | 0         | 30      | 0       |
| Aston Villa              | 2016/2017          | Championship       | 20    | 0      | 0            | 0            | —           | —           | —         | —         | 20      | 0       |
| Atalanta (wyp.)          | 2015/2016          | Serie A            | 4     | 0      | 0            | 0            | —           | —           | —         | —         | 4       | 0       |
| Atalanta (wyp.)          | 2017/2018          | Serie A            | 7     | 0      | 1            | 0            | —           | —           | 0         | 0         | 8       | 0       |
| Atalanta (wyp.)          | Ogólnie            | Ogólnie            | 11    | 0      | 1            | 0            | 0           | 0           | 0         | 0         | 12      | 0       |
| Atalanta                 | 2018/2019          | Serie A            | 20    | 0      | 3            | 0            | —           | —           | 4         | 0         | 27      | 0       |
| Atalanta                 | 2019/2020          | Serie A            | 33    | 0      | 1            | 0            | —           | —           | 7         | 0         | 41      | 0       |
| Atalanta                 | 2020/2021          | Serie A            | 25    | 0      | 4            | 0            | —           | —           | 3         | 0         | 32      | 0       |
| Atalanta                 | Ogólnie            | Ogólnie            | 78    | 0      | 8            | 0            | 0           | 0           | 14        | 0         | 100     | 0       |
| Tottenham Hotspur (wyp.) | 2021/2022          | Premier League     | 0     | 0      | 1            | 0            | 3           | 0           | 6         | 0         | 10      | 0       |
| Ogólnie w karierze       | Ogólnie w karierze | Ogólnie w karierze | 138   | 0      | 11           | 0            | 3           | 0           | 20        | 0         | 172     | 0       |